# KaiOS

JioPhone – telefon se systémem KaiOS

KaiOS je mobilní operační systém založený na linuxovém jádru a vycházející z již dále nevyvíjeného operačního systému Firefox OS. Poprvé byl vydán v roce 2017 stejnojmennou firmou. Je určený pro tlačítkové mobilní telefony, z nichž vytváří „chytřejší“ zařízení. Telefony s KaiOS umožňují připojení k 4G LTE, k Wi-Fi, dokáží vytvořit přístupový bod Wi-Fi, zajistit lokalizaci pomocí GPS či stahování a instalaci HTML5 aplikací z obchodu KaiStore. Do KaiOS například investovala společnost Google částku 22 milionů amerických dolarů v roce 2018.

## Seznam zařízení s KaiOS
- Alcatel Go Flip 2
- Aligator K50 eXtremo
- Doro 7050 and 7060
- JioPhone (Reliance Jio)
- JioPhone 2 (Reliance Jio)
- MaxCom 241 and 281
- Nokia 8110 4G (HMD Global)[2]
- CAT B35 (Caterpillar)
- Energizer Energy E241s
- Nokia 2720 Flip
- Nokia 800 Tough
- Gigaset GL-7
- Nokia 6300
- Nokia 8000
- Nokia 2760 Flip
- Nokia 2780 Flip

## Verze systému KaiOS
| Verze | Datum vydání  |
| ----- | ------------- |
| 3.1   | březen 2022   |
| 3.0   | říjen 2021    |
| 2.5.4 | srpen 2020    |
| 2.5.1 | duben 2019    |
| 2.5   | únor 2018     |
| 2.0   | červenec 2017 |
| 1.0   | březen 2017   |